# هباعة (بعدان)

تعديل مصدري - تعديل

هباعة محلة تابعة لقرية المريس، التابعة لعزلة الحرث بمديرية بعدان إحدى مديريات محافظة إب في الجمهورية اليمنية، بلغ تعداد سكانها 142 حسب تعداد اليمن لعام 2004.